# Вэндивер, Гарри
Гарри Вэндивер (англ. Harry Schultz Vandiver; 1882—1973) — американский математик, известный своими работами по теории чисел.
Член Национальной академии наук США (1934).

## Биография
Родился в Филадельфии, штат Пенсильвания. В раннем возрасте бросил школу и стал работать на фирме отца, хотя в 1904—1905 изучил некоторые университетские курсы в Пенсильванском университете.
Лауреат премии Коула по теории чисел за 1931 год. В 1945 году Пенсильванский университет удостоил его почётной докторской степени. В 1952 году, используя компьютер, исследовал Великую теорему Ферма и вычислил результаты для всех простых чисел до 2000 года. Скончался в возрасте 90 лет.